# Ursula Grabley
Ursula Margarete Marie Feodora Grabley (Woltersdorf, 8 dicembre 1908 – Brilon, 3 aprile 1977) è stata un'attrice e doppiatrice tedesca.
Complessivamente, tra cinema e televisione, recitò in oltre un'ottantina di differenti produzioni, a partire dalla fine degli anni venti. Tra i suoi ruoli principali, figurano, tra l'altro, quelli nei film Annette im Paradies (1934), Der Bunte Traum (1952), Mamitscha (1955), ecc.
Come doppiatrice, prestò la propria voce ad attrici quali Hermione Baddeley, Binnie Barnes, Faith Brook, Barbara Couper, Brenda De Banzie, Joan Hickson, Meg Jenkins e Maureen Roden-Ryan.
Fu la prima moglie dell'attore e regista Viktor de Kowa.

## Biografia
Ursula Margarete Marie Feodora nasce a Woltersdorf, nel Brandeburgo, l'8 ottobre 1908, figlia di Paul Ludwig Grabley e di Johanna Elisabeth Rohrbeck.
Negli anni venti, conosce ad Amburgo l'attore Viktor de Kowa, che diventa suo marito nel 1926 e con il quale si trasferisce a Berlino.
Fa il proprio esordio sul grande schermo nel 1929, recitando nel film, diretto da Karl Grune, La danzatrice di corda (Katharina Knie).
In seguito, nel 1934, è la protagonista, nel ruolo di Annette nel film Annette im Paradies.
Nella metà degli anni trenta, divorzia da Vitkor de Kowa. Sposa quindi in seconde nozze Edgar Heyl.
Dopo la seconda guerra mondiale, si trasferisce ad Amburgo.
Muore il 3 aprile 1977 (6 aprile 1977, secondo un'altra fonte) per un arresto cardiaco.

## Filmografia parziale

### Cinema
- La danzatrice di corda (Katharina Knie), regia di Karl Grune (1929)
- Il marito di mia moglie (1931)
- Das Konzert, regia di Leo Mittler (1931)
- Zum goldenen Anker, regia di Alexander Korda
- Einmal möcht' ich keine Sorgen haben, regia di Max Nosseck (1932)
- Ja, treu ist die Soldatenliebe (1932)
- L'ussaro nero (1933)
- Il corridore di maratona, regia di Ewald André Dupont (1933)
- Avventura a Budapest (1933)
- Annette im Paradies (1934)
- Zu Straßburg auf der Schanz (1934)
- Fammi felice (1935)
- La jungla in rivolta, regia di Harry Piel (1936)
- Heißes Blut (1936)
- IA in Oberbayern, regia di Franz Seitz (1937)
- Peter im Schnee (1937)
- Ich bin gleich wieder da (1939)
- Papà cerca moglie, regia di Kurt Hoffmann (1939)
- Un dramma nel bosco (1941)
- Solistin Anna Alt (1945)
- Bunte Traum (1952)
- La collana della sfinge nera (1954)
- Mamitscha (1955)
- Senza di te è notte (1956)
- Die Lümmel von der ersten Bank - 1. Trimester: Zur Hölle mit den Paukern (1968)
- L'inferno erotico di Pinnesburg (1970)

### Televisione
- Die Galerie der großen Detektive - serie TV, 1 episodio (1955)
- Abu Kasems Pantoffeln - film TV (1957)
- Sie schreiben mit - serie TV (1958)
- Stahlnetz - serie TV, 1 episodio (1959)
- Das Missverständnis - film TV (1960)
- Onkel Harry - film TV (1962)
- Tote zahlen keine Steuern - film TV (1963)
- Ein Fall für Titus Bunge - serie TV, episodio 01x10 (1967)
- Der Kommissar - serie TV, 3 episodi (1969-1972) - ruoli vari
- Miss Molly Mill - serie TV, 2 episodi (1970)
- Frei nach Mark Twain - serie TV, 1 episodio (1971)
- Hamburg Transit - serie TV, 1 episodio (1972)
- Motiv Liebe - serie TV, 1 episodio (1972)
- Tatort - serie TV, 1 episodio (1975)
- Die Insel der Krebse - film TV (1975)
- L'ispettore Derrick -serie TV, episodio 04x05, regia di Zbyněk Brynych (1976)
- Il commissario Köster - serie TV, 1 episodio (1977)